# コロラド砂漠

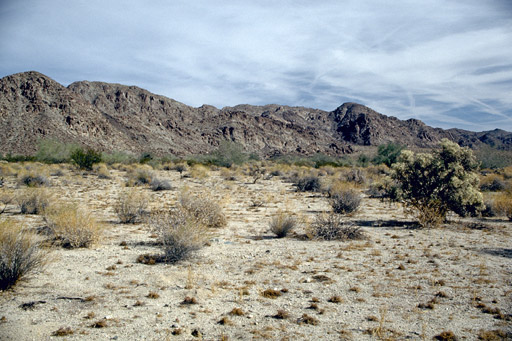
コロラド砂漠

コロラド砂漠（コロラドさばく）は、アメリカ、カリフォルニア州南東部からメキシコ、バハカリフォルニア州北東部にかけて広がる砂漠。ソノラ砂漠の一部。

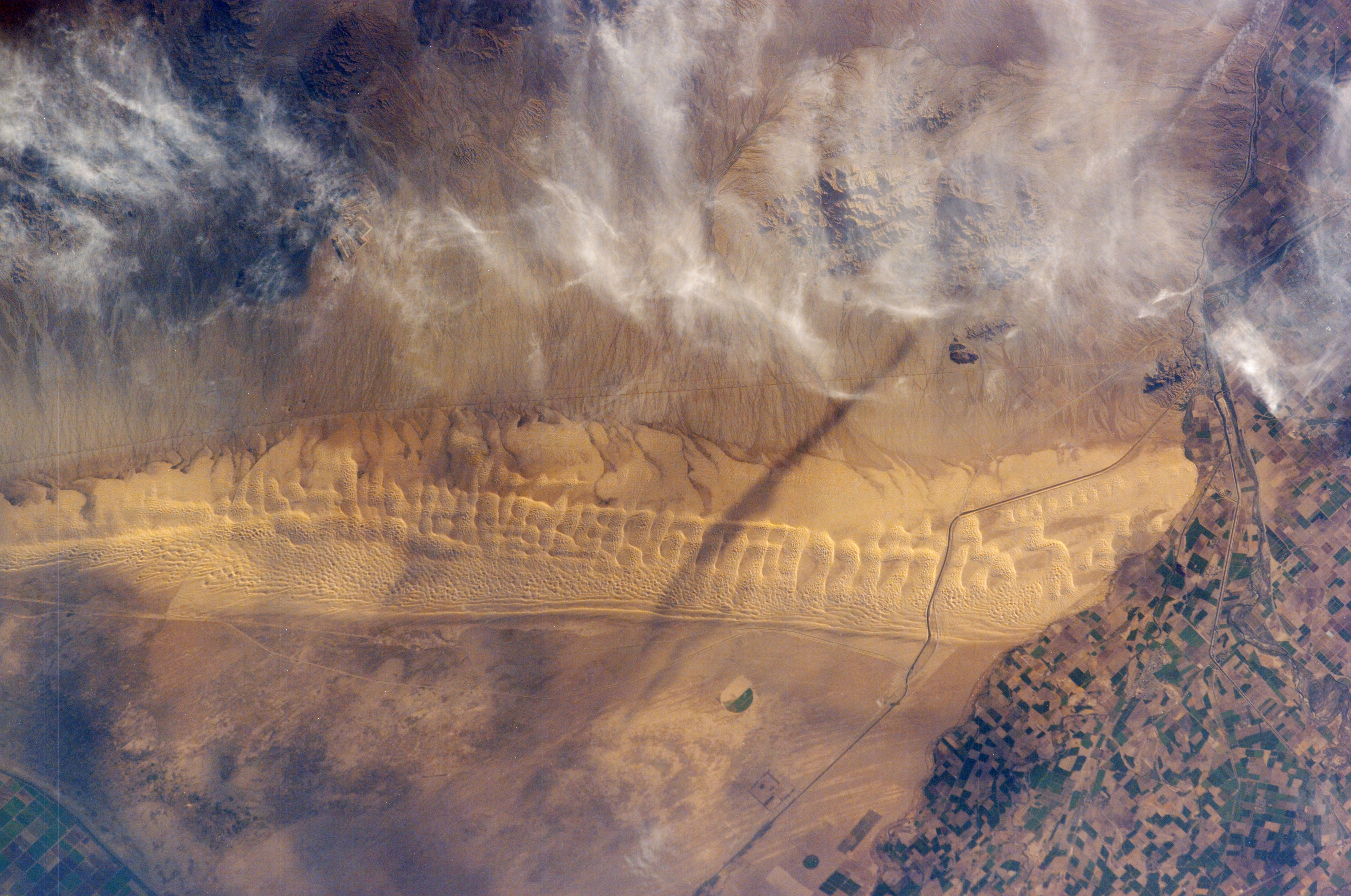
アルゴドーンズ砂漠

サンバーナディーノ山脈、リトルサンバーナディーノ山脈、サンジャシント山脈、サンタロサ山脈、チョコレート山脈から東はコロラド川まで広がり、ソルトン湖の北と南に位置するコーアチェラ・バレーとインペリアル・バレーを含む。北にはモハーヴェ砂漠が広がる。
ジョシュア・ツリー国立公園が北の端にある。1984年、モハーヴェ砂漠とコロラド砂漠一帯のデスヴァレー国立公園、ジョシュア・ツリー国立公園、サンタロサ山脈野生生物保護区、アンザ・ボレゴ砂漠州立公園はユネスコの生物圏保護区に指定された。